# Усть-Каменка (Новосибирская область)
Усть-Ка́менка — село в Тогучинском районе Новосибирской области. Административный центр Усть-Каменского сельсовета.

## География
Площадь села — 154 гектара.

## Население
| 2002 | 2007 | 2010 |
| ---- | ---- | ---- |
| 829  | ↗838 | ↘723 |

## Инфраструктура
В селе по данным на 2007 год функционируют 1 учреждение здравоохранения и 2 учреждение образования.